# 八家子乡 (五常市)
八家子乡是中国黑龙江省哈尔滨市五常市下辖的一个乡。

## 行政区划
现辖：
八家子村、岳家村、靠山村、黑牛村、马鹿村、六家子村、富家村、张大村、大房子村、康家炉村、大亚屯村、东兴村和东盛村。